# Masdevallia princeps
Masdevallia princeps là một loài thực vật có hoa trong họ Lan. Loài này được Luer mô tả khoa học đầu tiên năm 1994.

## Hình ảnh

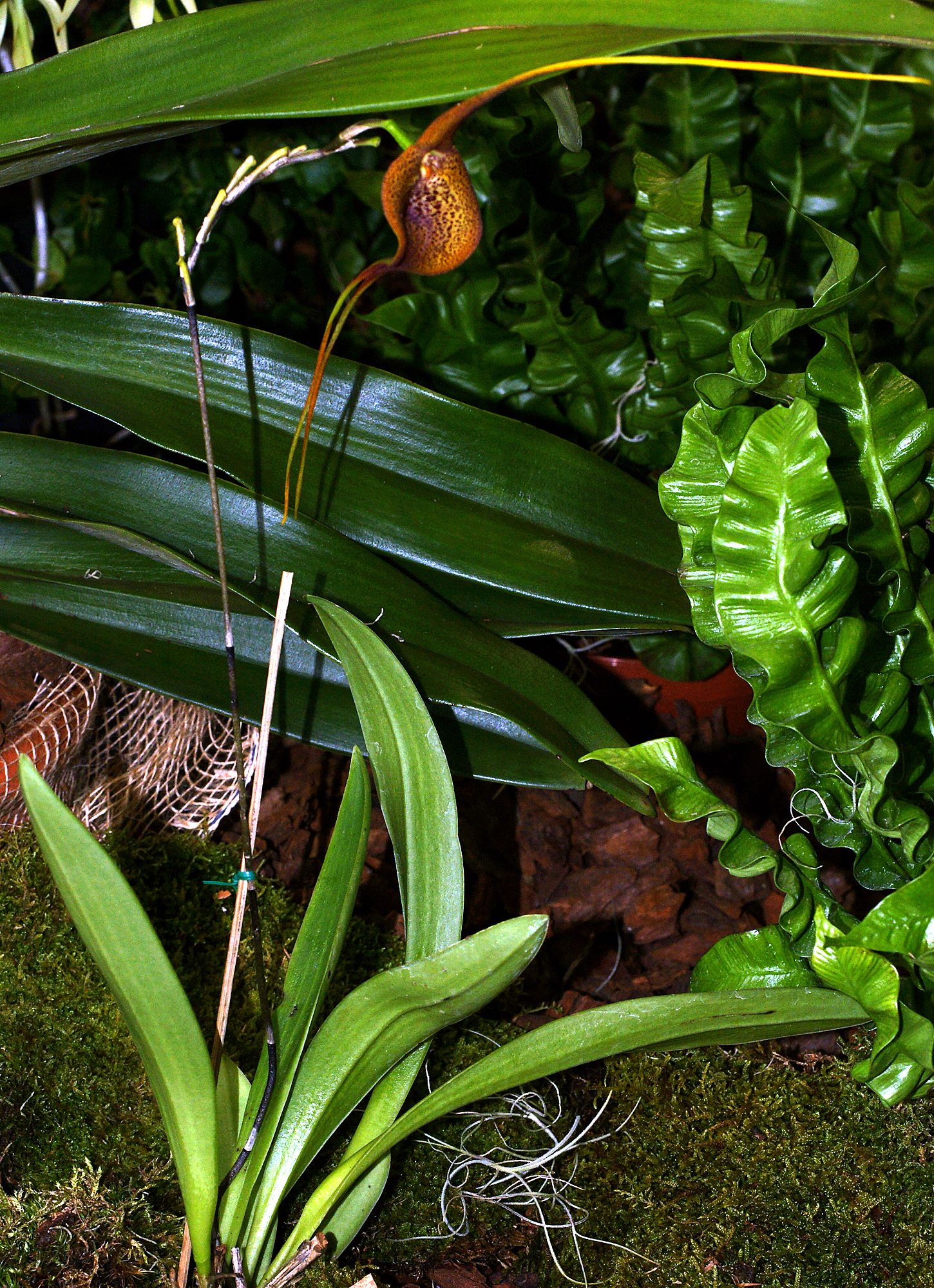
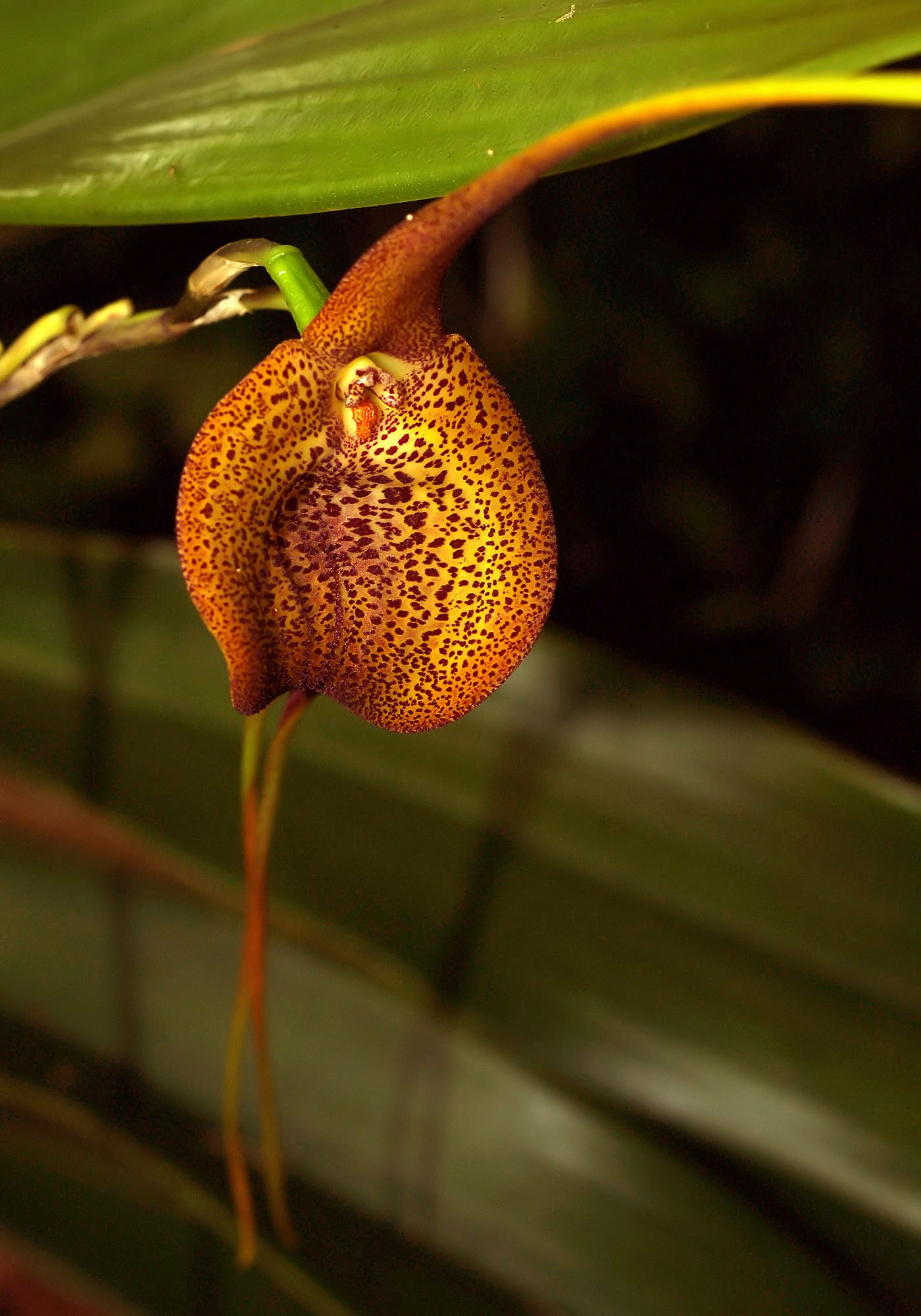